# Carlo Dell'Omodarme
Carlo Dell'Omodarme (né le 12 février 1938 à La Spezia en Ligurie) est un joueur de football italien, qui évoluait en tant qu'ailier.

## Biographie
Formé par la Juventus, Carlo Dell'Omodarme dit Dellomo y fait ses débuts professionnels (jouant son premier match le 10 mars 1957 lors d'une défaite en championnat 3-0 contre l'Udinese), et joue ensuite pour les clubs de Parme, Alexandrie, Côme, SPAL et Cuoiopelli, avant de finir sa carrière par une expérience à l'étranger avec le club américain des Rochester Lancers.
Il fait partie, le 26 septembre 2007, du comité des ex-joueurs biancoazzurri qui se retrouvent au stade intitulé Paolo Mazza à Ferrare, à l'occasion de l'anniversaire du centenaire de la fondation du SPAL Ferrare.

## Palmarès
Juventus FC
- Coupe d'Italie (1) :
  - Vainqueur : 1964-65.

- Coupe des villes de foires :
  - Finaliste : 1964-65.